# Bruno Čtvrtečka
Bruno Hermann Čtvrtečka (6. dubna 1843, Vambeřice – 16. února 1922, Broumov) byl benediktinský mnich, vysokoškolský učitel a 57. opat broumovského a břevnovského kláštera.

## Životopis

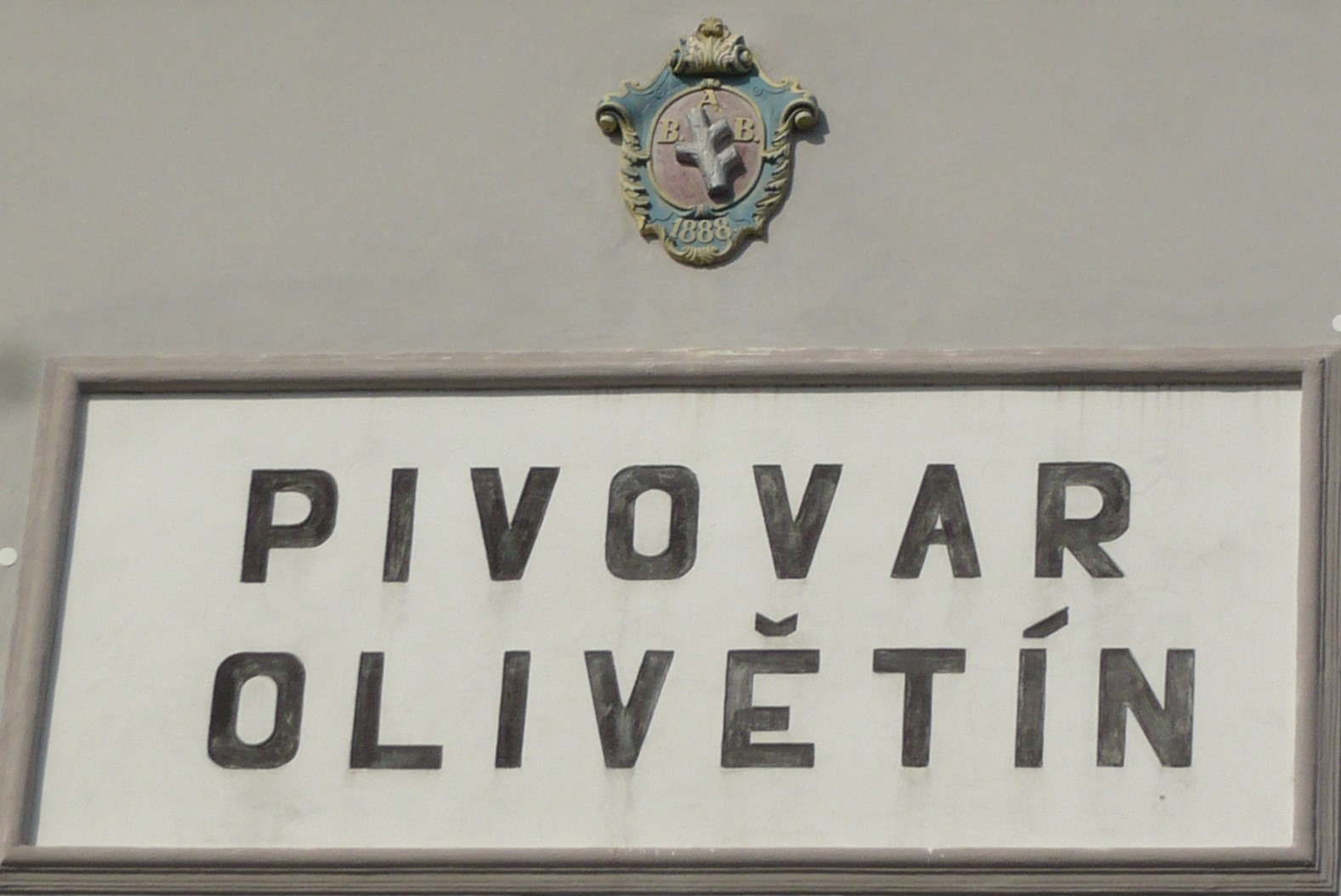
Erb na pivovaru Olivětín s iniciály B.A.B. (Bruno Abbas Braunensis, česky Bruno, opat broumovský)

Bruno Čtvrtečka se narodil 6. dubna 1843 ve Vambeřicích (německy Albendorf). Absolvoval klášterní gymnázium v Broumově a později získal i doktorát z teologie. Krátce působil na pražské teologické fakultě, v letech 1871 až 1886 byl profesorem němčiny a náboženství na broumovském gymnáziu, v letech 1886 až 1887 byl na gymnáziu ředitelem. Zároveň působil jako sekretář opata Jana Nepomuka Rottera.
V roce 1886 se stal prvním předsedou Klubu českých turistů v Broumově. Dne 25. října 1887 se stal opatem broumovsko-břevnovským. V této funkci například podpořil 115 Zlatými stavbu kostela v Praseku či vysvětil kostel Panny Marie Pomocné ve Vernéřovicích. Zemřel v úřadu dne 16. února 1922 v Broumově.